# サンブル (カウンティ)
サンブル（スワヒリ語: Wilaya ya Samburu、英語: Samburu County）はケニア西部の旧リフトバレー州東部のカウンティ。
中心都市はマララル。
2009年の人口は22万3947人。

## 人口
- 1979年8月24日：7万6908人
- 1989年8月24日：10万8884人
- 1999年8月24日：14万3547人
- 2009年8月24日：22万3947人[2]

## 隣接カウンティ
- 北：マルサビット (カウンティ)
- 東：イシオロ (カウンティ)
- 南：ライキピア (カウンティ)
- 西：バリンゴ (カウンティ)
- 北西：トゥルカナ (カウンティ)

## 民族
- サンブル族
- トゥルカナ人

## 地理
- エワソ・ングイロ川（英語版）
- トゥルカナ湖
- クラル山（英語版）
- サンブル国立保護区（英語版）
- ングイロ山（英語版）
- マシューズ山脈（英語版）